# Apheliona grandis
Apheliona grandis är en insektsart som beskrevs av Irena Dworakowska 1994. Apheliona grandis ingår i släktet Apheliona och familjen dvärgstritar. Inga underarter finns listade i Catalogue of Life.